# Somalische buulbuul
De Somalische buulbuul (Pycnonotus barbatus somaliensis) is een zangvogel uit de familie van de Buulbuuls (Pycnonotidae). Eerder werd deze vogel beschouwd als een aparte soort maar bij een taxonomische herziening in 2025 is het een ondersoort geworden van de grauwe buulbuul.

## Verspreiding en leefgebied
Het is een algemene standvogel in noordoostelijk Afrika. 